# Госпорт
Госпорт (англ. Gosport) — містечко та порт південно-східній Англії, графство Гемпшир, утворює адміністративний район (боро).

## Географія
Госпорт входить у графство Гемпшир. Він розташовується на південному узбережжі Англії та займає півострів у Портсмутській гавані на заході, і має поромне сполучення з Портсмутом, що знаходяться на протилежному боці затоки. Загальна площа Госпорту становить 25,29 км².

## Клімат
Клімат Госпорту м'якший ніж у прилеглих районах, зимові морози недовговічні, сніг випадає досить рідко. Температура рідко опускається нижче нуля. Середня максимальна температура у січні +8 °C із середньою мінімальною у зимку +3 °C. Середня максимальна температура у липні +21 із°C, середня мінімальна літня температура +14 °C.
| Клімат Госпорту (1980-2010) | Клімат Госпорту (1980-2010) | Клімат Госпорту (1980-2010) | Клімат Госпорту (1980-2010) | Клімат Госпорту (1980-2010) | Клімат Госпорту (1980-2010) | Клімат Госпорту (1980-2010) | Клімат Госпорту (1980-2010) | Клімат Госпорту (1980-2010) | Клімат Госпорту (1980-2010) | Клімат Госпорту (1980-2010) | Клімат Госпорту (1980-2010) | Клімат Госпорту (1980-2010) | Клімат Госпорту (1980-2010) |
| Показник                    | Січ.                        | Лют.                        | Бер.                        | Квіт.                       | Трав.                       | Черв.                       | Лип.                        | Серп.                       | Вер.                        | Жовт.                       | Лист.                       | Груд.                       |                             |
| Середній максимум, °C       | 8,2                         | 8,2                         | 10,5                        | 13,2                        | 16,7                        | 19,2                        | 21,4                        | 21,4                        | 19,0                        | 15,5                        | 11,5                        | 8,7                         |                             |
| Середній мінімум, °C        | 3,4                         | 2,8                         | 4,5                         | 6,1                         | 9,2                         | 12,1                        | 14,2                        | 14,3                        | 12,2                        | 9,6                         | 6,2                         | 3,8                         |                             |
| Норма опадів, мм            | 68.8                        | 49.3                        | 51.6                        | 42.4                        | 43.4                        | 42.0                        | 44.5                        | 50.0                        | 53.7                        | 86.2                        | 83.2                        | 83.9                        |                             |
| --------------------------- | --------------------------- | --------------------------- | --------------------------- | --------------------------- | --------------------------- | --------------------------- | --------------------------- | --------------------------- | --------------------------- | --------------------------- | --------------------------- | --------------------------- | --------------------------- |

## Історія
Заснований у англо-саксонські часи, місто носило назву Ровнер. Поселення Алверсток на тому ж місці згадується у Англосаксонському часописі 1086 року. Назва Госпорт вперше зустрічається у 1241 році. До XVII століття Госпорт був у тіні розташованого поруч Портсмута. У 1678 році королівським указом офіційно розпочато будівництво міських укріплень.
У часи наполеонівських війн Госпорт був важливою військово-морською базою. У Другій світовій війні Госпорт зазнав значних руйнувань під час німецьких нальотів. У 1944 році місто було основним портом для висадки союзників на півночі Франції під час Нормандської операції.

## Економіка
Місто тісно пов'язаний з суднобудуванням, судноплавством і Королівським флотом. Госпорт був місцем будівництва багатьох кораблів для флоту. Традиційно Госпорт є базою британського підводного флоту. З появою атомних підводних човнів поступився цією роллю базам у Фаслейні і Девонпорті. До 2002 року Госпорт був місцем розташування школи підводного плавання і курсів підготовки командирів-підводників.
У місті також розвинена легка промисловість.

## Пам'ятки
Серед примітних місць міста оборонні споруди часів норманського завоювання, а також Королівський госпіталь Гаслар (в даний час закритий). На території колишнього шпиталю розташовується Музей підводних човнів Військово-морського флоту. На цвинтарі шпиталю знаходиться братська могила моряків.

## Спорт
ФК «Госпорт Боро» (англ. Gosport Borough FC) — напівпрофесійний місцевий футбольний клуб. Утворений у 1944 році, домашні матчі проводить на стадіоні «Прайветт Парк». Перемігши в плей-оф Південної Футбольної Ліги в сезоні 2012/13, пробився у Південну Конференцію, шостий за значимістю футбольної турнір Англії.

## Відомі особистості
- Роджер Блек — англійський легкоатлет, олімпійський медаліст.
- Генрі Адамс — англійський натураліст і конхіолог.
- Боб Андерсон — англійський фехтувальник і актор.
- Річард Доусон — американський актор, комік.
- Колін Нютле — англійський кінорежисер, який отримав найбільшу популярність у шведській кіноіндустрії.
- Майкл Джон Гаґґі — англійський музикант та автор пісень, який здобув популярність як засновник гурту «Manfred Mann».
- Метт Річі — шотландський футболіст англійського походження, який виступає на позиції правого півзахисника, гравець збірної Шотландії.
- Ніколас Ліндгерст — американський актор.
- Артур Апфілд — англійський та австралійський письменник.
- Едвард Гарґрейвс — англійський дослідник.
- Стів Беррі — англійський джазовий басист та віолончеліст.
- Джеймс Лінд — лікар англійського флоту, уперше вилікував цингу у хворих моряків використовуючи цитрусові плоди як джерело вітаміну C.

## Галерея

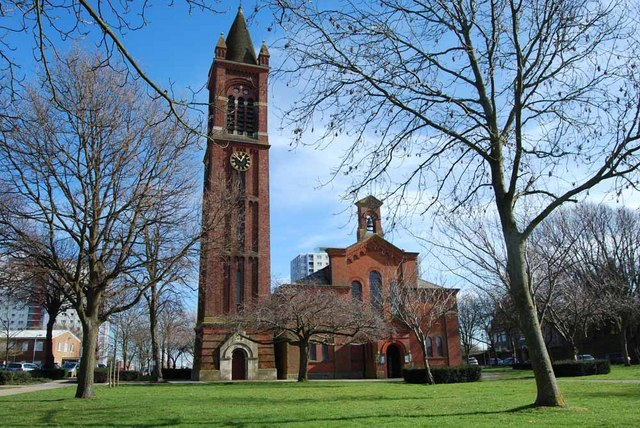
Церква Святої Трійці
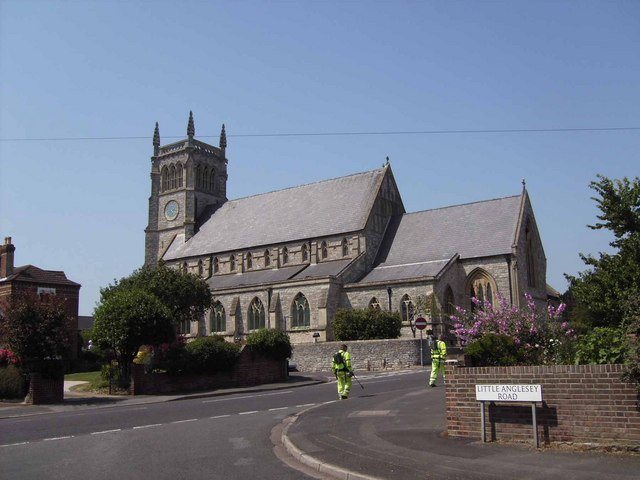
Церква Святої Марії
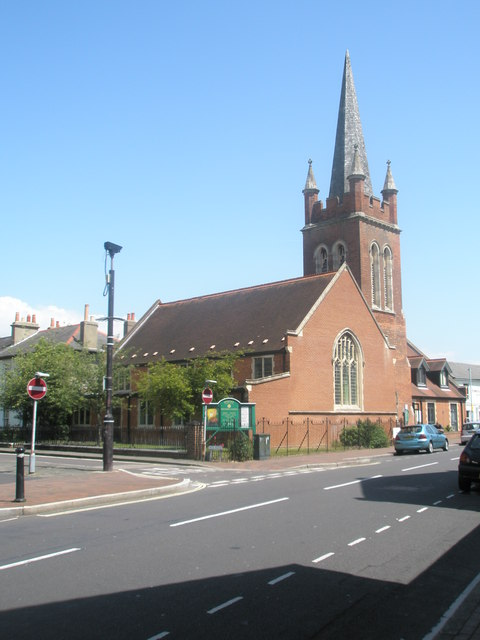
Методистська церква
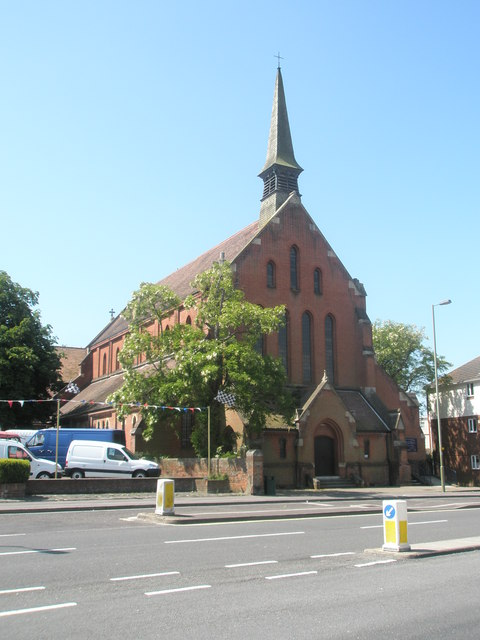
Церква Іоанна Богослова
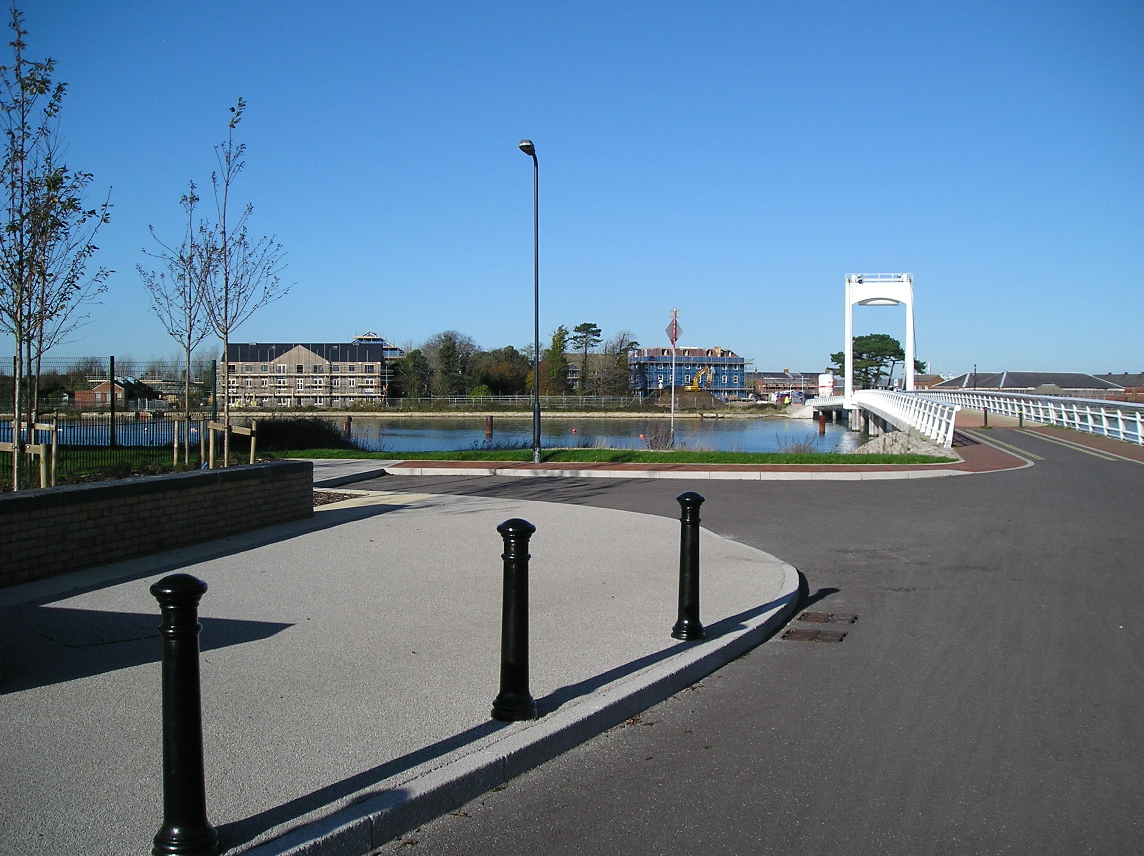
Міст Фортон через озеро Міленіум
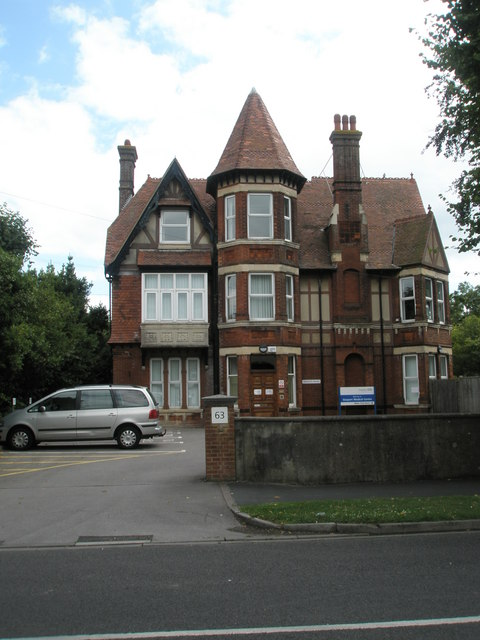
Медичний центр Ґоспорту
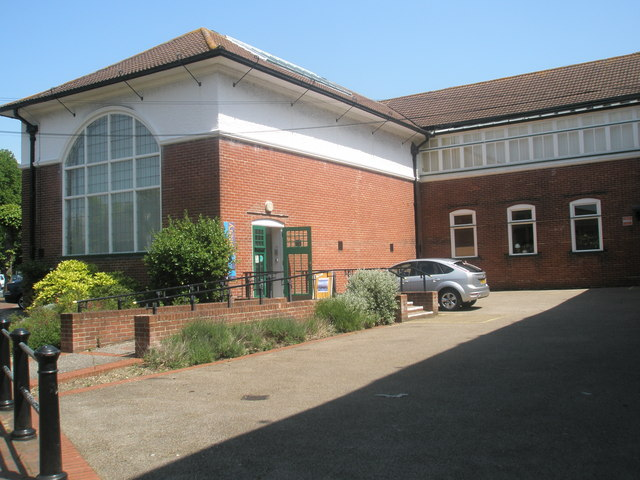
Художня галерея Госпорту
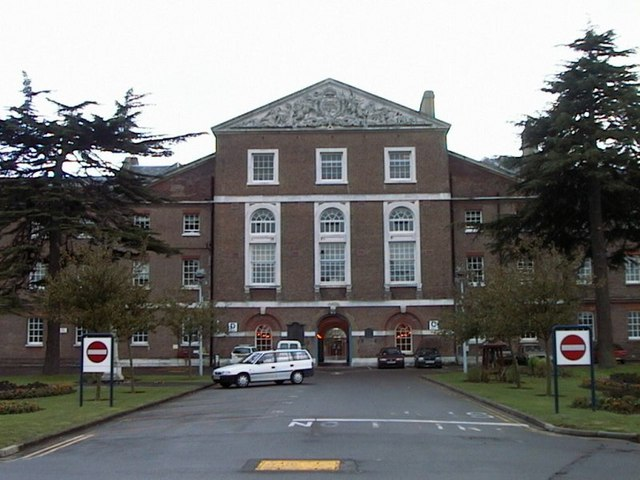
Королівський військово-морський госпіталь
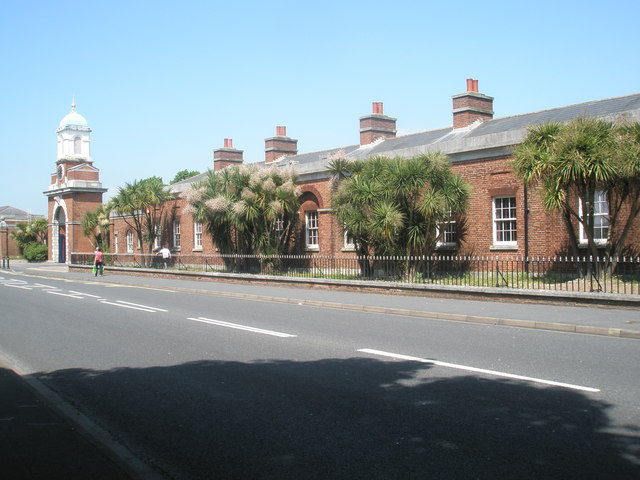
Казарми Фортон
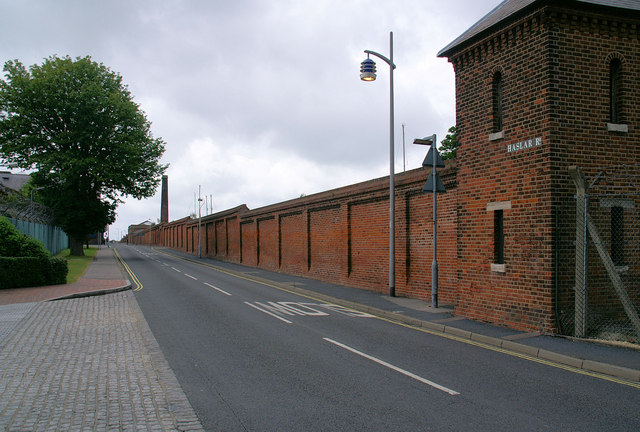
Гаслар, Адміралтейство експериментальних робіт
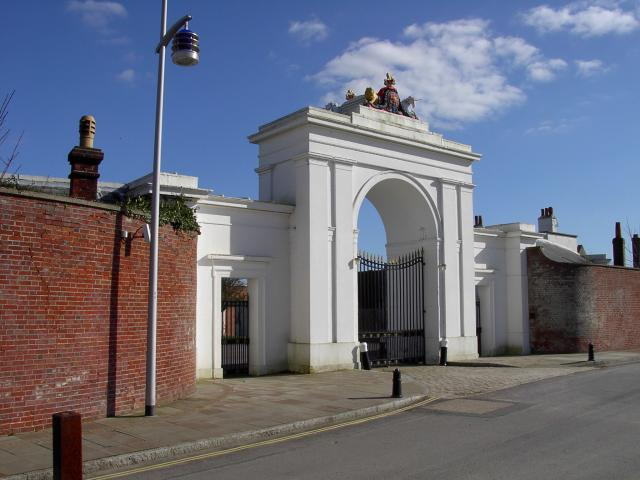
Брама у Королівські продовольчі склади
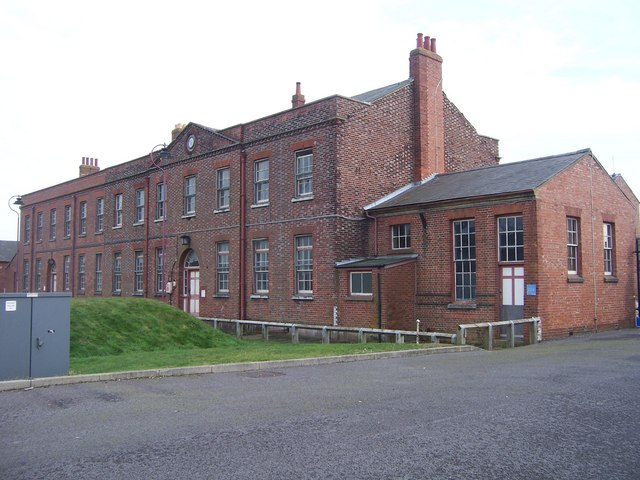
Прідді Гарт
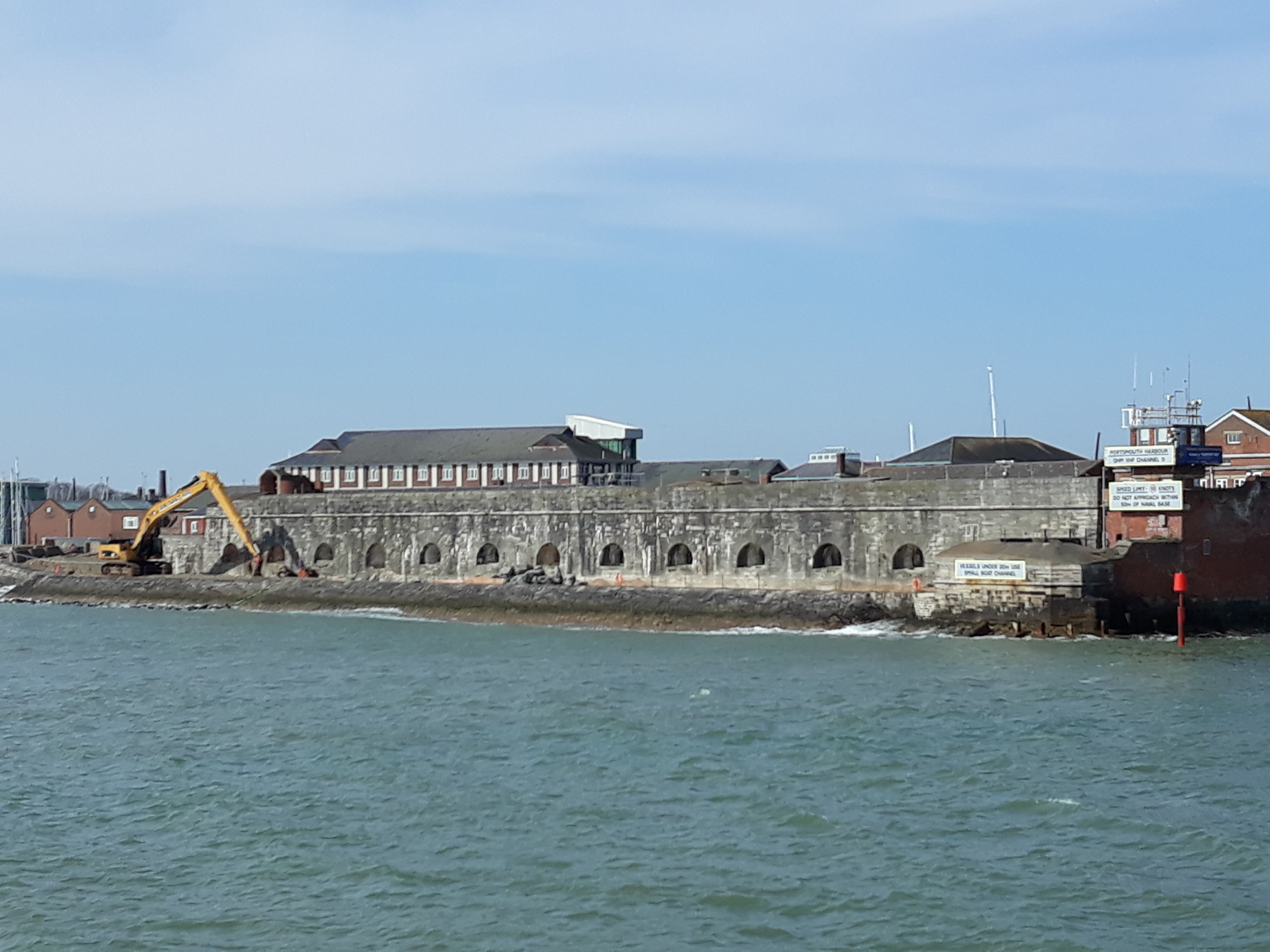
Форт Блокгаус
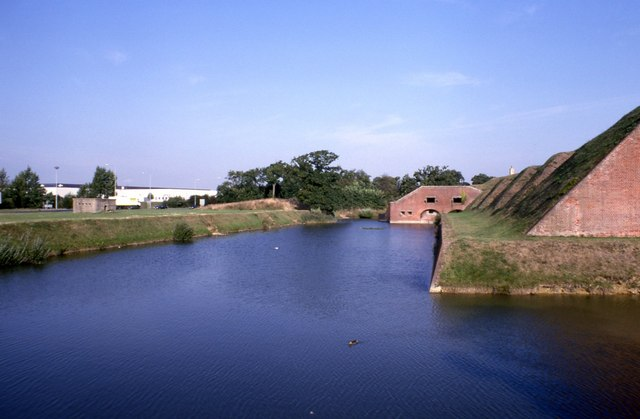
Форт Брокгерст
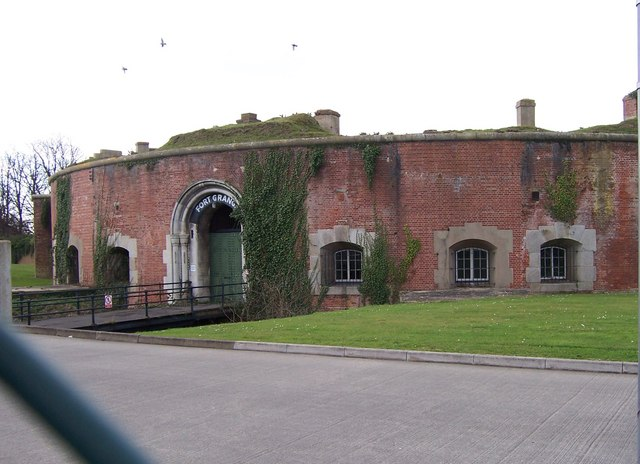
Форт Грандж
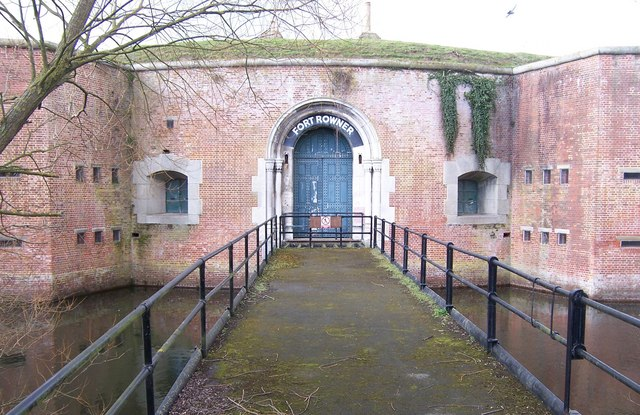
Форт Ровнер
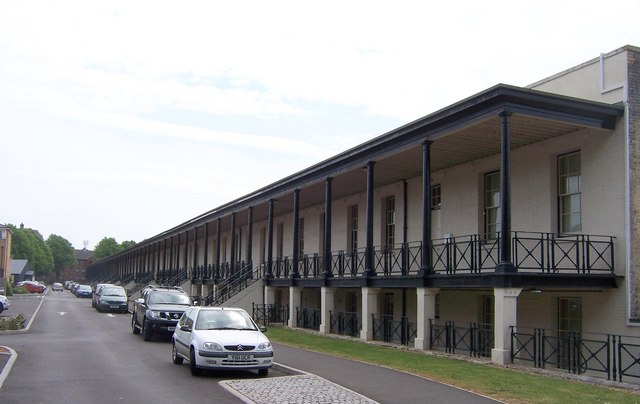
Казарми Святого Джорджа
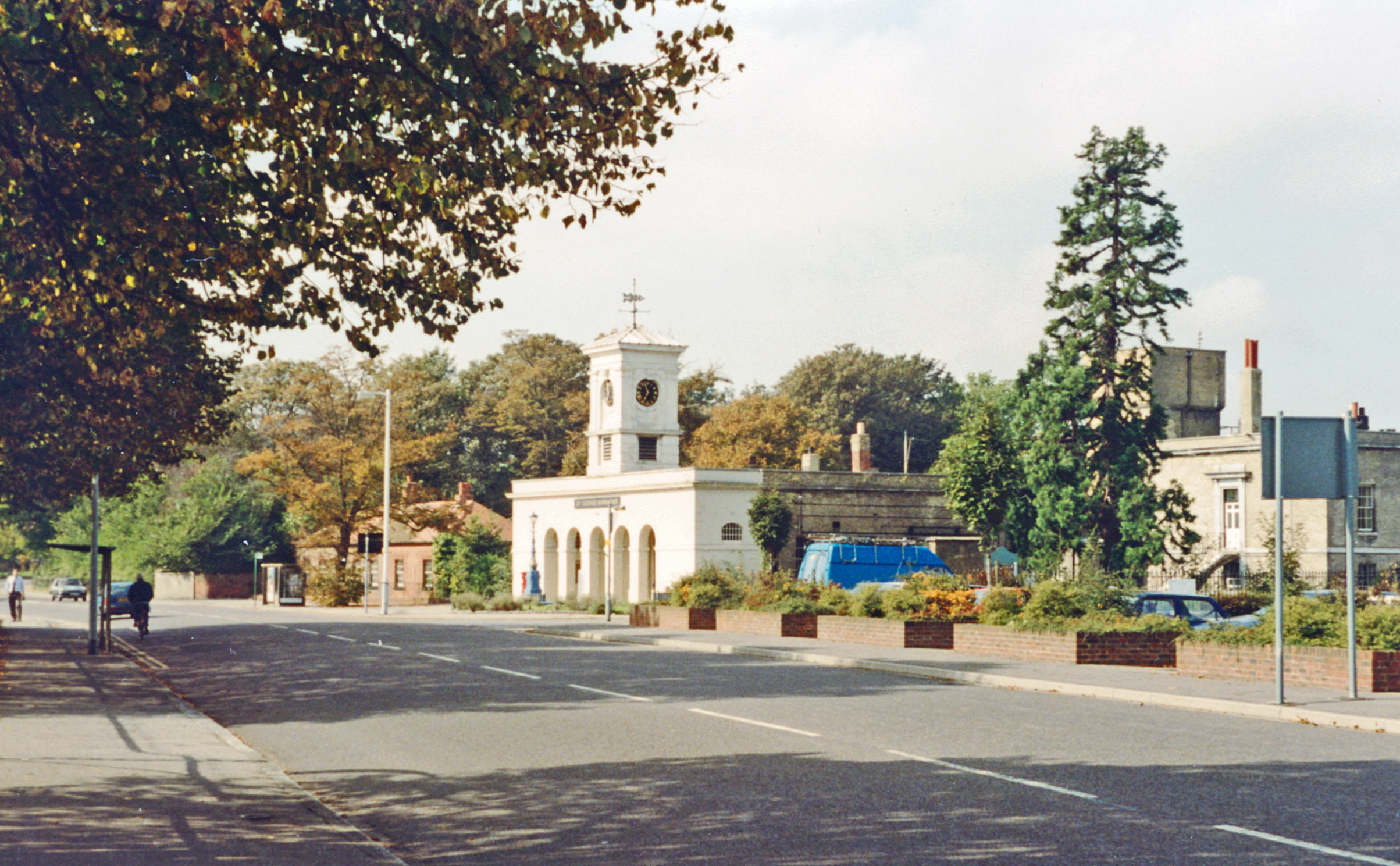
Казарми Святого Джорджа, гауптвахта
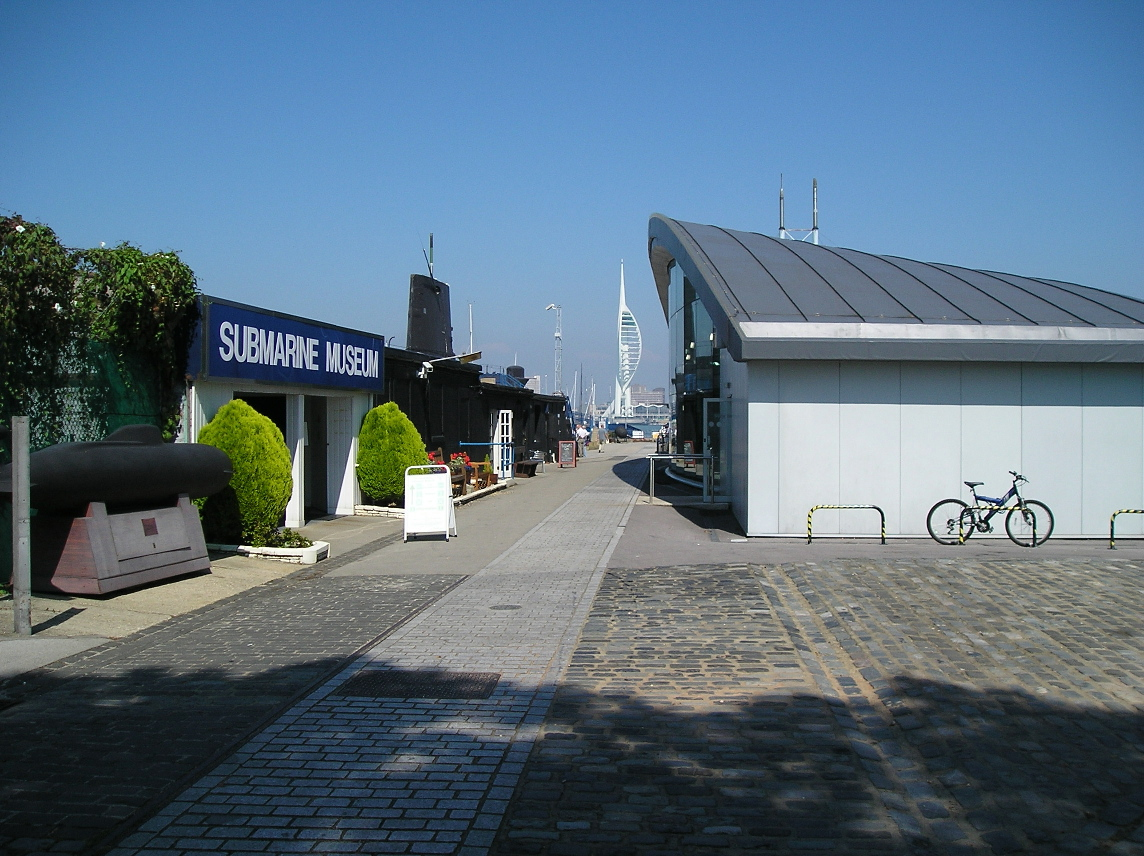
Музей підводних човнів Військово-морський флот
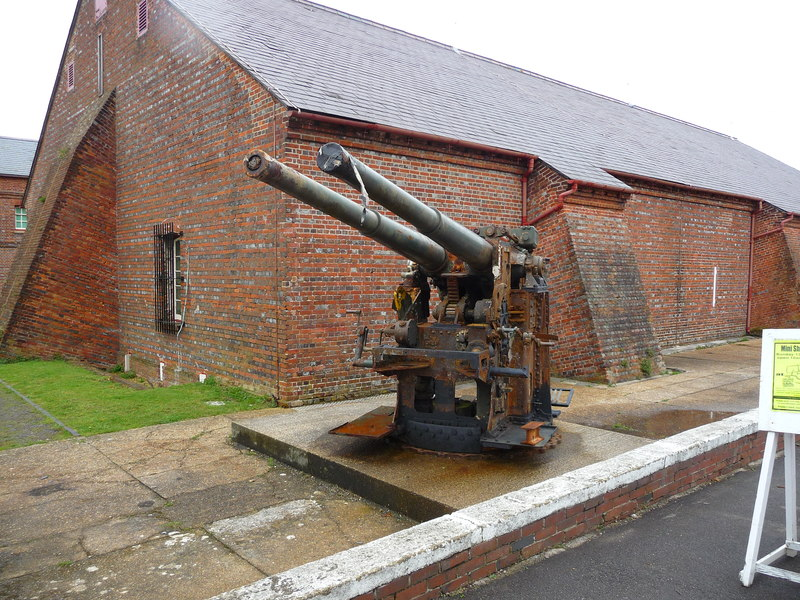